# Dua Kelinci
PT Dua Kelinci (індонез. Два Кролики) — харчова компанія з Центральнаї Яви, Індонезія, яка відома виробництвом снеків. Засновники бреду спочатку заснували компанію, що спеціалізувалася на пакуванні горіхи, куплених безпосередньо у фермерів. У 1972 році вони почали використовувати торгову марку Sari Gurih (індонез. Солоне Сарі) та вигадали легендарний логотип двох кроликів, який відомий досі. Sari Gurih швидко зростала, і в 1982 році назву бренду було змінено на Dua Kelinci.
Компанія перейшла від пакування до переробного бізнесу та зосередилися на тому, щоб стати ведучим індонезійським виробником горіхів в Центральній Яві. З часом PT Dua Kelinci зростала та ставала все більш інноваційною. Були також розроблені нові продукти, включаючи різноманітні ароматизовані горіхи, горіхи з покриттям, а також снеки та напої.

## Спонсори
Dua Kelinci виступає офіційним партнером футбольної команди «Реал Мадрид».